# Gabia Grande
Gabia Grande (también conocida como Gabia la Grande) es una localidad española perteneciente al municipio de Las Gabias, en la parte central de la comarca de la Vega de Granada, provincia de Granada, Andalucía. Cerca de esta localidad se encuentran los núcleos de Churriana de la Vega, Gabia Chica e Híjar.
En 1973 se constituyó el municipio de Las Gabias con la unión de Gabia Grande y Gabia Chica, tras su desaparición como municipios independientes. Desde entonces Gabia Grande es la cabecera administrativa del término municipal, y donde se encuentra el ayuntamiento y los servicios municipales. Actualmente el núcleo cuenta con más de 14 000 habitantes que se dedican fundamentalmente al sector servicios.

## Historia
Sus orígenes como asentamiento humano se remontan a los tiempos del Imperio romano, pero no fue hasta la ocupación musulmana de la península ibérica cuando llegaría a cobrar cierta importancia. Su nombre en aquella época era "Gabiar al-Cobra" y contaba con una torre-refugio donde acudían los habitantes de la Vega en los momentos de peligro cuando se producían escarceos bélicos con las tropas cristianas. En su configuración urbana se distingue un núcleo inicial musulmán de calles estrechas y quebradas y manzanas irregulares.
En el siglo XIX Gabia Grande era el municipio más poblado de la Vega granadina.

## Demografía
| Gráfica de evolución demográfica de Gabia la Grande entre 1842 y 1970 |
| |
| Población de derecho según los censos de población del INE Población de hecho según los censos de población del INEEn 1973 este municipio desaparece porque se agrupa en el municipio Las Gabias |

## Gabirros célebres
- José García Román (1945), compositor clásico.